# Taharahaus (Bödigheim)

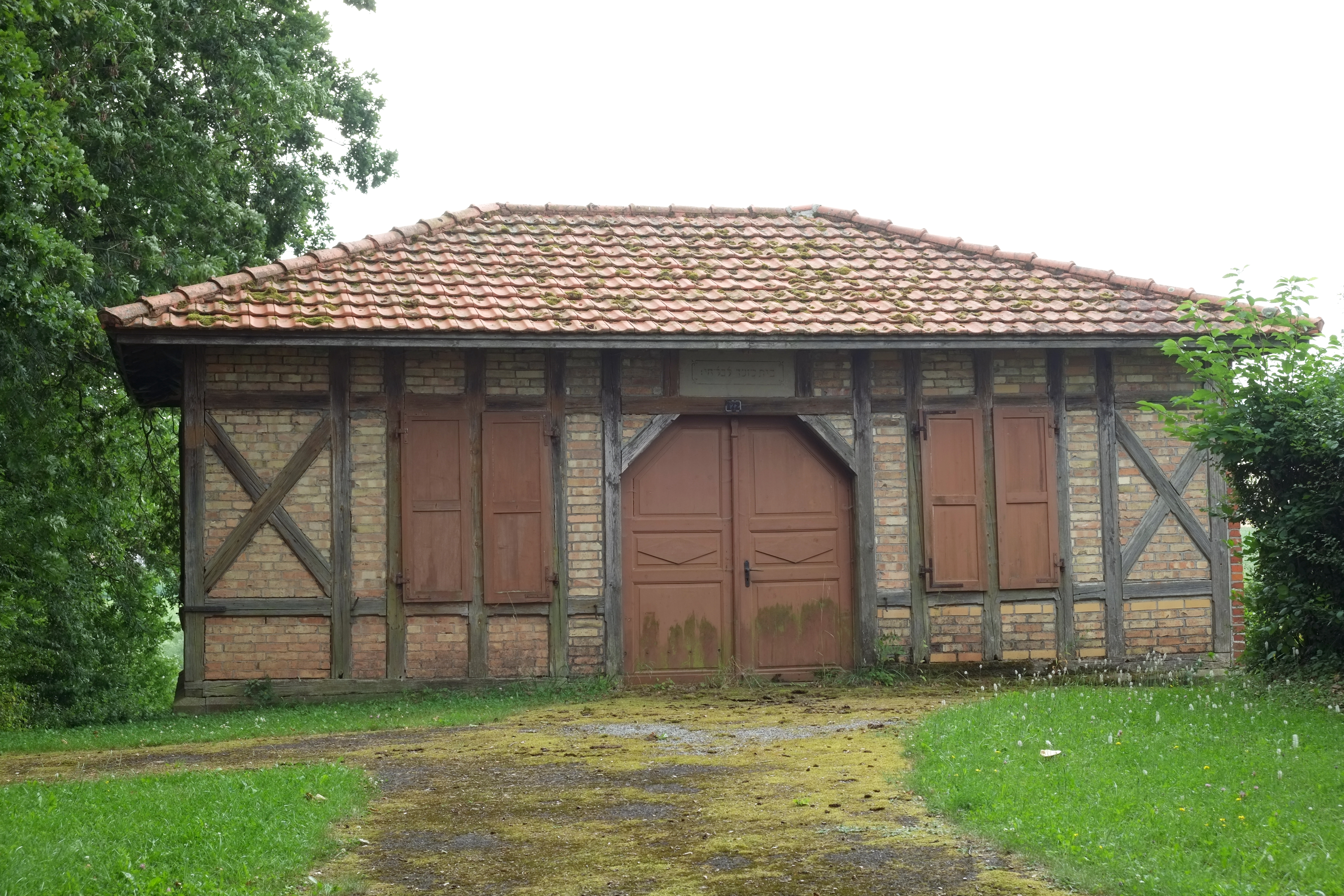
Taharahaus in Bödigheim

Das Taharahaus in Bödigheim, einem Stadtteil von Buchen im Neckar-Odenwald-Kreis im nördlichen Baden-Württemberg, wurde 1888 errichtet. Das Taharahaus ist als Teil des Jüdischen Friedhofs ein geschütztes Kulturdenkmal.
Das teilweise in Fachwerkbauweise errichtete Taharahaus wurde 1984 renoviert. Ein Leichenwagen von 1910 und eine hölzerne Totenbahre sind noch vorhanden.